# Charles Fournier (homme politique, 1810-1889)
Pour les articles homonymes, voir Charles Fournier et Fournier.
Charles Fournier, né le 3 novembre 1810 à Beaugency (Loiret) et mort le 3 février 1889 à La Rochelle (Charente-Maritime), est un homme politique français.

## Biographie
Charles Fournier est le fils de Lambert Fournier, notaire, et de Marie Agathe Augustine Guillon.
Entré à l'École polytechnique en 1830, il quitte l'armée dès 1833, pour s'occuper des intérêts de sa famille, dont la mort de ses parents l'avait fait le chef. Il étudie le notariat dans une étude de Paris, acquiert une étude à La Rochelle et devient président d'honneur du comité départemental des notaires. Il acquiert le château de la Sauzaie en 1847.
Entré au conseil municipal de La Rochelle, adjoint au maire puis maire de la ville (1867-1871), il quitte ses fonctions le 4 septembre 1870. Conseiller général élu par le canton de Jarrie (1868-1883), vice-président du conseil général de la Charente-Inférieure, il est député de la Charente-Maritime de 1876 à 1878, siégeant au groupe bonapartiste de l'Appel au peuple.
Il avait épousé Élisa Giraud, petite-fille de Marc Antoine Alexis Giraud.

## Sources
- « Charles Fournier (homme politique, 1810-1889) », dans Adolphe Robert et Gaston Cougny, Dictionnaire des parlementaires français, Edgar Bourloton, 1889-1891 [détail de l’édition]
- Arlette Lafuste, Un témoin privilégié de la vie rochelaise au XIXe siècle : Charles Fournier (1810-1889) : notaire et maire de La Rochelle, 1996